# Haendler & Natermann Sport

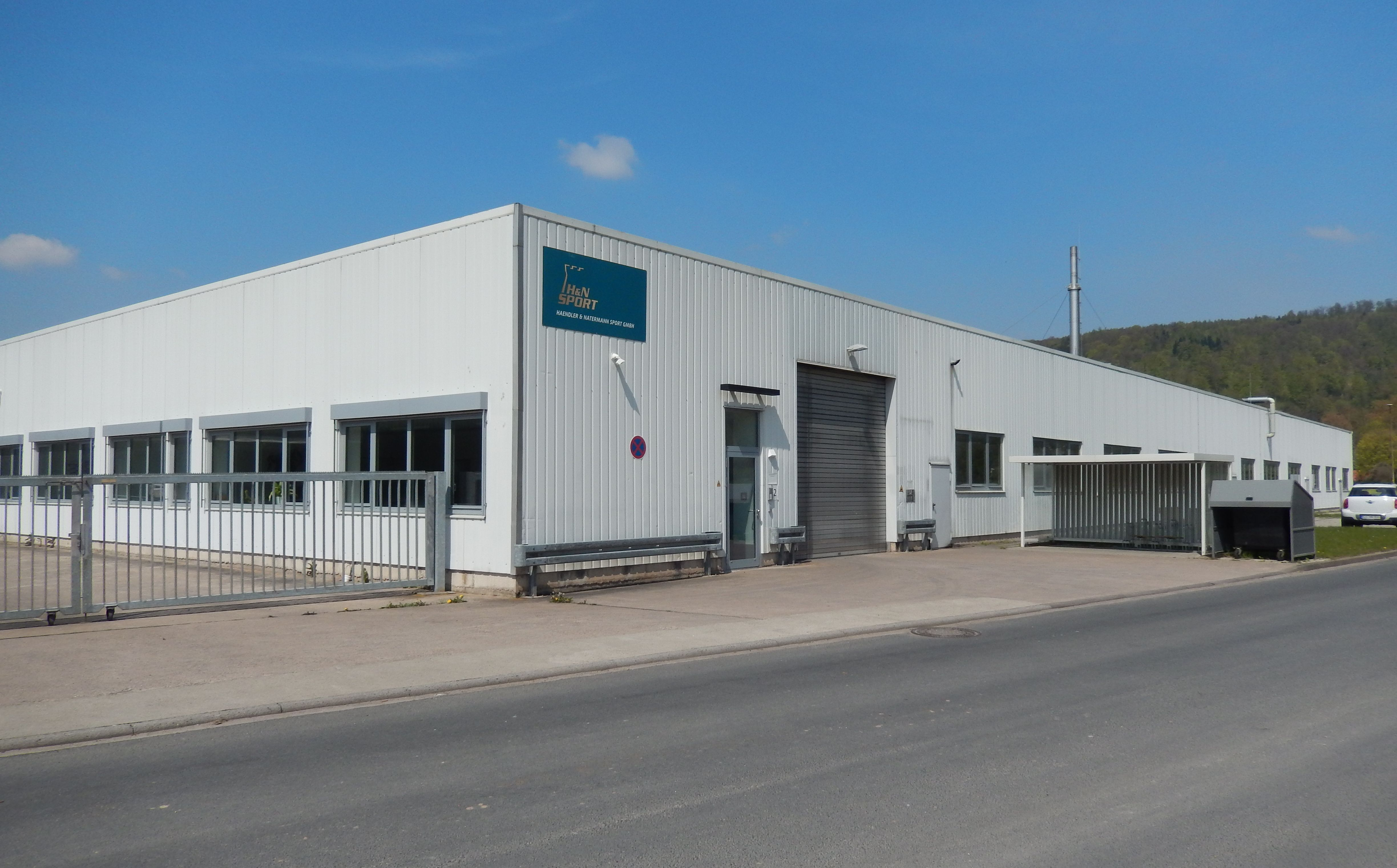
H&N Sport, Produktionshalle im Ortsteil Volkmarshausen

Die Haendler & Natermann Sport GmbH (kurz: H&N Sport) mit Sitz in Hann. Münden ist ein Unternehmen, das Luftgewehrkugeln und Geschosse für Zentralfeuerwaffen und Vorderlader herstellt. Das um 1825 entstandene Traditionsunternehmen ist einer der weltweit führenden Hersteller in dieser Branche.

## Unternehmensgeschichte

### Gründung
Das Unternehmen wurde am 1. Januar 1825 von Johann Georg Haendler und Friedrich August Natermann als Speditionsunternehmen gegründet. Daraus entwickelte sich der Verpackungshersteller Haendler & Natermann. Am Anfang der Unternehmensgeschichte stand die industrielle Fertigung von Walzblei und Bleifolie. Diese wurden zum Ausschlagen von Tabak- und Teekisten verwendet.

### Beginn der Bleischrotfertigung

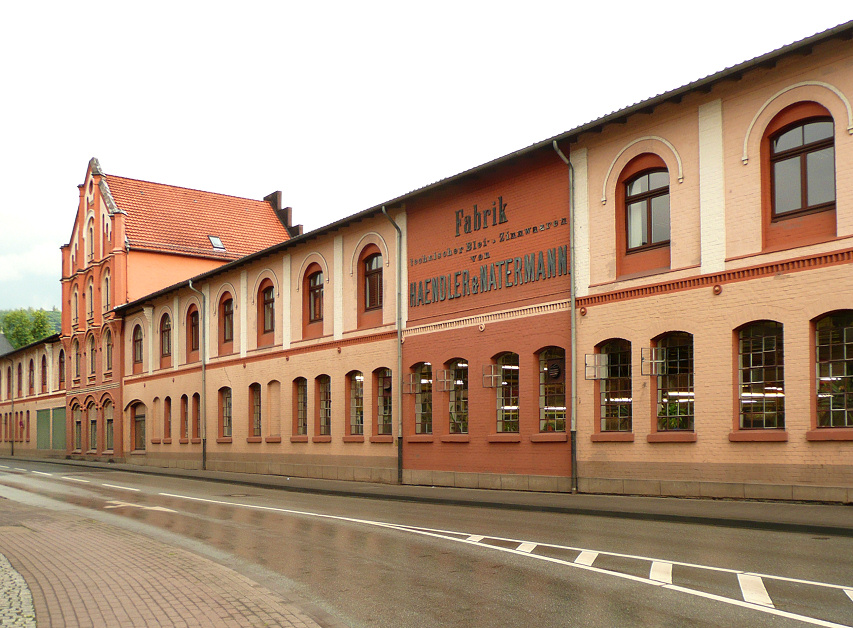
Historisches Betriebsgebäude des Mutterunternehmens Haendler & Natermann in Hann. Münden

Im Jahre 1847 kaufte Carl Georg August Natermann einen früheren Turm der Stadtmauer von Hann. Münden und begann mit der Herstellung von Bleischrot. Bis in die 1980er Jahre wurde hier unter dem Namen „Lätare“ Schrot hergestellt. Neben Bleiplomben und Senkbleien wurden schon früh auch Geschosse für die damaligen Scheibenbüchsen gefertigt.
Seit den 1950er Jahren werden Vorderlader-Geschosse und Geschosse für großkalibrige Waffen fabriziert. Seither werden auch Luftgewehrkugeln in unterschiedlichsten Kalibern für viele Anwendungsbereiche hergestellt. Die Produktion erfolgt ausschließlich auf selbst konstruierten Maschinen.

### Daten der Unternehmensgeschichte
- 1825 Unternehmensgründung
- 1840 Industrielle Fertigung von Walzblei und Bleifolie
- 1848 Beginn der Bleischrotfertigung im „Hagelturm“
- 1884 Gründung der betriebseigenen Krankenkasse
- 1898 Modernisierung der Kapselfabrik und des Bleiwalzwerks
- 1946 Wiederaufnahme der Fabrikation, unter anderem Veredelung von Aluminiumfolien
- seit 1955 Herstellung von Luftgewehrkugeln, Vorderladergeschossen und Geschossen
- 2008 Lösung vom Mutterunternehmen Haendler & Natermann GmbH als 100 % eigenständiges Unternehmen
- 2013 Umzug in die neue Produktionshalle

## Luftgewehrkugel- und Geschossherstellung
Das Unternehmen stellt Luftgewehrkugeln und Geschosse ausschließlich durch Kaltverformung (Pressen) her. Dabei werden Drahtabschnitte unter hohem Druck verarbeitet. Diese Verarbeitungsmethode ermöglicht sehr gleichmäßige Ergebnisse. Beim Gießen häufig auftretende Fehler, wie Lunkerstellen oder Abweichungen in Form, Eigenschaft und Härte, werden vermieden.

## Produkte
LuftgewehrkugelnH&N Sport stellt Luftgewehrkugeln in zahlreichen Geometrien und Gewichten für unterschiedlichste Einsatzzwecke her. Diese sind unterteilt in 10m olympisches Sportschießen, Field Target, Jagd, Freizeit, Plinking, CO2-Pistolen und Rundkugeln.
GeschosseH&N Sport stellt Geschosse für Kurzwaffen und Büchsen sowie Vorderlader-Rundkugeln her. Das Programm besteht aus unterschiedlichen Abmessungen und Formen für die meisten Waffen sowie Disziplinen.

## Partnerschaften
Das Unternehmen pflegt weltweit Partnerschaften mit führenden Waffen- und Munitionsherstellern. Das Unternehmen fertigt unter anderem Munition für folgende Firmen:
- J.G. Anschütz
- Beretta / Stoeger Airguns
- BSA
- Daystate
- Diana
- Feinwerkbau
- FX Airguns
- German Sport Guns
- Hatsan
- Mauser
- Norica
- SIG Sauer
- Walther
- Webley & Scott
- Weihrauch
- Umarex

## Firmenlogo

Frühere Produktionsstätte und Firmenwahrzeichen, der Hagelturm

Das Wahrzeichen des Unternehmens ist der mittelalterliche Fährenpfortenturm (auch Hagelturm oder Natermannturm) als Teil der Stadtbefestigung Münden. Er war im alten Firmen-Logo abgebildet. Der Turm wurde 1848 als früherer Wehrturm von Haendler & Natermann gekauft und aufgestockt. Danach wurde er als Hagelturm bezeichnet, weil Bleischrot, aus flüssigem Blei im freien Fall gewonnen wurde. Bis 1981 wurde im Turm Bleischrot für jagdliche Zwecke produziert. Heute befindet sich im Hagelturm ein Arbeitsmuseum, in dem sich unter anderem die früheren Produktionsanlagen befinden.